# Elektrokalorický jev
Elektrokalorický jev je fenomén materiálů vykazujících vratnou změnu teploty za aplikovaného elektrického pole. Často je tento jev považován za fyzikálně inverzní k pyroelektrickému jevu.
Základní mechanismus jevu není plně prozkoumaný a v některých konkrétních případech knihy poskytují odlišný výklad. Každopádně se tento jev projevuje izolovanou (adiabatickou) změnou teploty za zvyšujícího se napětí nebo snižující se entropií soustavy. Magnetokalorický jev je velmi podobný jev, avšak mnohem lépe prozkoumaný.
Elektrokalorické materiály se těšily významnému zájmu vědců mezi 60. a 70. lety 20. století, ale nejsou prakticky ve velkém komerčně využívány. Největší reakce na elektrické pole je snížení teploty o 2,5 K (°C) za užitého pole 750 V.
V březnu 2006 bylo ohlášeno v časopise Science, že tenké filmy materiálu PZT (směsi olova, titanu, kyslíku a zirkonu) vykazují nejsilnější elektrokalorický jev. V časopise je uvedeno, že se těmito materiály podařilo snížit okolní teplotu z 493 K (220 °C) na 280 K (7 °C) za elektrického pole 25 V. Účinnost chlazení pomocí tenkých filmů, jehož chladicí schopnosti jsou odhadovány na chlazení k teplotě kolem 280 K (7 °C) za pokojové teploty, je přímo závislá na tepelné kapacitě a tloušťce substrátu, jenž je součástí chladicího systému.
Ve stejném časopise roku 2008 bylo uveřejněno, že feroelektrické polymery mohou účinně zchladit okolní prostředí na 285 K (12 °C) v teplotách blízkých pokojové teplotě.
S těmito novými, většími odpověďmi na elektrické pole, se objevuje nová praktická aplikace pro chlazení: chlazení počítačů.